# Pavol Juráš
Pavol Juráš (* 4. května 1982 v Ružomberok) je slovenský divadelní režisér a scénograf, který od roku 2000 působí v České republice.
Na Vysoké škole múzických umění v Bratislavě vystudoval divadelní režii u Ľubomíra Vajdičky. V roce 2005 vystudoval operní režii na Hudební fakultě Janáčkovy akademie múzických umění v Brně. Na též fakultě posléze absolvoval doktorské studium v oboru Interpretace a teorie interpretace. Obhájil disertační práci na téma „Vznik nového hudebně-dramatického díla“.
Studoval herectví u doc. Marie Mrázkové, k jejíž herecké škole a režijnímu způsobu myšlení se hlásí, dále také scénografii u prof. Milana Čorby. Byl studentem oboru režie hudebního divadla na Hochschule für Musik und Theater Hamburg u prof. Floriana Malte Leibrechta a hospitantem v John Neumeier Ballett Hamburg, také asistentem italského režiséra Gianfranca de Bossia.
V Česku vytvořil více inscenací (Národní divadlo v Praze, Národní divadlo Brno a další). Z operních inscenací jmenujme například: Kouzelná flétna (Mozart), Pimpinone (Georg Philipp Telemann), Šaty dělají člověka (Johann Adolf Hasse) nebo melodramy Vodník a Pomsta květin (Zdeněk Fibich). Činoherní inscenace zahrnují Sarah Bernhardt – Memoir (Murrell), Masterclass (McNally), Slečna Julie (August Strindberg), Don Carlos (Friedrich Schiller), Oldřich a Božena (František Hrubín) a další. Známé jsou jeho projekty mimo kamenné divadlo, kde kombinuje netradiční prostor, divadlo, drama, operu a balet: Uspud (česká premiéra, Erik Satie), Malý princ, Metamorphoses, Zápisník zmizelého (Leoš Janáček). Je autorem mnoha happeningů, výstav, scénických instalací, komponovaných koncertů, fashion show a performancí.
Pro své inscenace tvoří zároveň scénografii. Navrhl kolekci masek pro festival Divadelní svět Brno (2009–2012). Pro Národní divadlo Brno napsal a inscenoval tři klasické pohádky: Šípková Růženka, Popelka a Čert a Káča. Popelka hostovala i v dalších českých divadlech a zvítězila u diváků jako nejlepší inscenace roku 2011. V době působení v Národním divadle Brno započal dětský program či angažování dobrovolníků do chodu divadla. O úspěšném projektu přednášel například na konferenci, již pořádal Divadelní ústav v Praze. Juráš je také autorem divadelní hry o Václavu Nižinském.
S Danielem Dvořákem odstartoval tradici Plesu v opeře v Brně, pro nějž napsal scénář, navrhl kostýmy a též ho režíroval. Úspěch Plesu mu přinesl pozvání realizovat Ples ve Státní opeře Praha (2013, 2014, 2015, 2016).
Juráš pracuje jako fotograf a grafický designér. Je známý jako teoretik, žurnalista a kritik zejména v oblasti opery a baletu. Spolupracoval s umělci napříč žánry, jako jsou například Emília Vášáryová, Jitka Molavcová, Marek Eben, Leoš Mareš, Peter Dvorský, Alois Mikulka, Josef Jelínek, Jiří Bubeníček, Nina Poláková, Eliška Balzerová, Pavla Vykopalová, Roman Vencl, Martin Kraus, Jana Stryková, Marie Durnová, Monika Maláčová, Milan Paľa, Ondrej Olos, Jana Přibylová, Jan Fousek či se zahraničními umělci, jako Julia Machalina, Paul Potts, Vasilij Medveděv, Kirill Simonov, Jelena Vostrotina, Charles Mackerras, Giacomo Bevilacqua a další.
S proslulým ruským choreografem Vasilijem Medveděvem spolupracoval jako autor výpravy pro balet Coppelia s National Ballet of Panama, který měl premiéru v historické budově Národního divadla a zaznamenala ho také televize. Dále pro balet Vasilije Medveděva Oněgin (Teatr Wielki, Lodž) navrhl scénu a kostýmy, za něž získal prestižní cenu Puškinovy nadace Pushkin Legacy Award. Pro Makedonský národní balet ve Skopje připravil výpravu pro balet Dáma s kaméliemi. Podílel se také na světové premiéře baletu Kleopatra jako autor výtvarné složky inscenace, která byla dedikovaná jubileu primabaleríny Alexandry Mjalkové. Inscenaci zaznamenala také národní televize. V Slovenském národním divadle v Bratislavě, opět spolu s Vasilijem Medveděvem, připravil klasický balet Korzár podle historických návrhů. Pro Slovenské národné divadlo rovněž navrhl scénu, kostýmy a light design pro galavečer Umenie pre život, který zaznamenala Slovenská televízia. Juráš speciálně pro toto gala představení rekonstruoval historické kostýmy zapomenutého baletu Maria Petipy Modrovous. Sólové party ztvárnily hvězdy baletu Velkého divadla z Moskvy Kristina Kretova a Artěm Ovčarenko.
S mladým ruským choreografem Kirillem Simonovem připravil novodobou verzi Chačaturjanova baletu Spartakus pro Štátne divadlo v Košiciach (2016) a druhou verzi pro Teatr Wielki v polské Lodži (2017). S Enom Pecim pracoval na nové verzi Stravinského baletu Petruška pro Vídeňský státní balet (Wiener Staatsballett) pod vedením tanečníka Manuela Legrise.
Pavol Juráš je často zván jako žurnalista do předních evropských baletních a operních divadel a na mezinárodní festivaly (Dance Open Petrohrad, Wiener Festwochen, La Scala Milán, Wiener Staatsoper, Royal Opera House Covent Garden v Londýně, Wiener Staatsballett, Semperoper Drážďany, Staatsballett Berlín, Teatro di San Carlo Neapol, Teatro La Fenice Benátky, Opera Narodowa Varšava, Hamburgische Staatsoper, Bayerisches Staatsballet v Mnichově, John Neumeier Ballet, English National Opera a další). O umění píše na svém webu www.pavoljuras.com poté, co několik let působil jako redaktor webových stránek, jako umenie.sk, kultura.sk, teatro.sk, či operaplus.cz.
Anglická novinářka Margaret Willis o jeho práci napsala: „Pavol Juráš je muž s velkým talentem. Jeho kostýmy možno připodobit k Baletu Russes s jejich barvami a detaily.“